# تتراهای آفریقایی
تتراهای آفریقایی (نام علمی: Alestidae) نام یک تیره از راسته تتراسانان است.